# Вернер Садовник
Вернер Садовник — немецкий поэт XIII века.
Родился в богатой семье, но после смерти отца все своё богатство раздал беднякам. Это объясняется тем, что он с детства мечтал быть рыцарем и помогать людям. Но мечты не смогли воплотиться в реальность. Поэтому поэт решил действовать на окружающий мир силой слова.
Среди произведений — басни (басня «о Волке и Гусях») и стихотворные повествования (повесть «Крестьянин Гельмбрехт»).
В повести «Крестьянин Гельмбрехт» (после 1250) крестьянский сын, недовольный своим положением, несет жестокое наказание. Этот короткий стихотворный рассказ откликается на тогдашние социальные перемены.
Данный этап литературы принято называть «бюргергским». Ему свойственна скрытая сатира, то есть насмешка. Основоположником данного литературного стиля и считается Вернер Садовник. Бюргерская литература — особый пласт немецкой литературы XV—XVI вв., оказавший влияние на её демократизацию, развитие разговорного стиля литературного языка, формирование многих литературных жанров, близких к национальному мышлению по концептуальности и идейно-эстетической основе (шванк, фастнахтшпиль). Она была определённой ступенью в этапе развития немецкой литературы и очень сильно повлияла на простой народ.